# 舞岡公園
舞岡公園（まいおかこうえん）は、神奈川県横浜市戸塚区舞岡町を中心として港南区にかけて広がる横浜市立の都市公園（広域公園）である。面積は約285,000m2。

## 概要
この地区の特徴である谷戸や、山林、田畑を活かした自然公園で、野鳥や昆虫など多数の動植物も見られ、週末になるとハイキングやバードウォッチングをする人で賑わう。また、公園の周辺地域は戸塚区側は山林部は舞岡ふるさとの森として舞岡公園と連続した整備が行われており、平地部も「舞岡ふるさと村」として遊歩道や小川アメニティー（舞岡川）等が整備され、自然の雰囲気を損なわないようにされている。また、公園の東側の港南区側は野庭町にかけて市街化調整区域になっており生産緑地や雑木林となっており、南の栄区側は風致公園として配置された小菅ケ谷北公園が近接する、市内でも緑被率の高い地域となっている。
平成9年度国土交通省手づくり郷土賞受賞。

## 主なみどころ

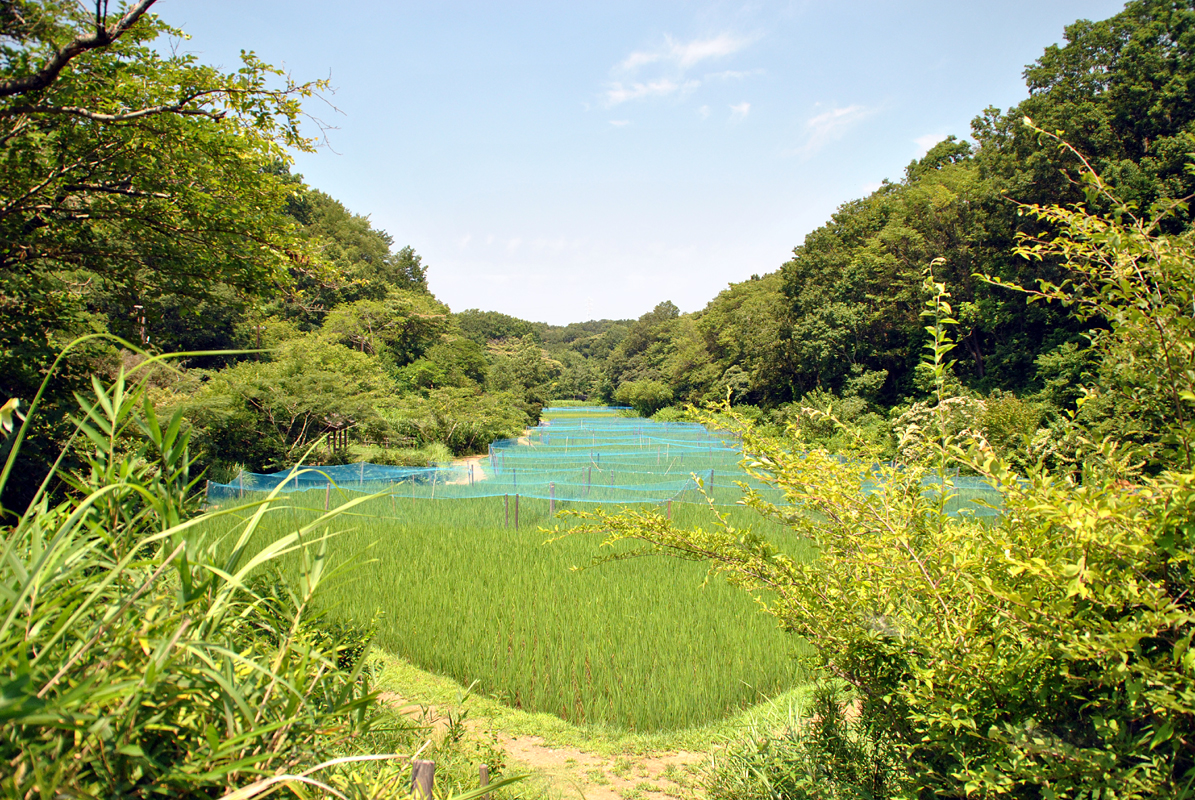
耕作体験に用いられる水田。収穫期には案山子祭りなども実施される

- 古民家（旧金子家）
- 小谷戸の里
- さくらなみ池
- 狐久保池

## 交通
- JR東日本・横浜市営地下鉄戸塚駅東口から江ノ電バス京急ニュータウン行で終点下車すぐ。
- 横浜市営地下鉄ブルーライン上永谷駅から横浜市営バス、神奈川中央交通の京急ニュータウン行で終点下車すぐ。
- 横浜市営地下鉄ブルーライン舞岡駅下車、徒歩25分